# IPCTV
IPCTV (abreviação de International Press Corporation) foi uma emissora de televisão japonesa sediada em Tóquio, na ilha de Honshu. Operava nos canais 514 da operadora por assinatura SKY PerfecTV e foi afiliada à TV Globo Internacional, braço internacional da TV Globo. Foi a primeira emissora de uma TV brasileira para fora do Brasil. Pertencia ao grupo IPC World Inc.

## História
Sob iniciativa do empresário Yoshio Muranaga, dono do jornal International Press, a emissora foi fundada em 7 de setembro de 1996 como IPC Television Network e a partir de 1996 — quando firmou parceria com a TV Globo para transmitir a TV Globo Internacional — passou a transmitir seu sinal via satélite pela SKY PerfecTV. No mesmo ano, Muranaga havia alugado três satélites. Quando fechou contrato para transmissão da Globo, Muranaga processou lojistas que vendiam irregularmente fitas com gravações de canais do Brasil. O empresário recuou quando foi alvo de boicote de lojas que deixaram de vender seus dois impressos.
O empreendimento de Muranaga começou a repercutir devido a transmissão da programação da Globo, onde o único programa exibido ao vivo era o Jornal Nacional, transmitido às 8h da manhã. O auge ocorreu em dezembro de 1996, quando os canais da IPC eram os únicos a exibir a cobertura da invasão da casa do embaixador japonês no Peru, promovida pelo grupo rebelde do Movimento Revolucionário Tupac Amaru (MRTA) fazendo centenas de reféns. Por conta de seu empenho, Muranaga foi convidado pelo primeiro-ministro Ryutaro Hashimoto para o banquete de recepção ao presidente peruano depois do episódio. Na época, a IPC havia custado 10 milhões de dólares e o investimento só seria pago em 2001, por conta da crise econômica no Japão que reduziu suas receitas (em ienes) e aumentou seus custos (em dólares).
Em 2001, a emissora passou a se chamar IPCTV e retransmitir 3 emissoras em 3 canais diferentes: no canal 332, a TVE Espanha; no canal 333, a Record Internacional e no canal 334, a TV Globo Internacional. Em 2009, Arthur Muranaga Yuji, filho de Yoshio Muranaga, assumiu a presidência do grupo.
Em 2007, a emissora encerrou os 3 canais e passava a ter afiliação somente com a Globo, transmitindo pelo canal 514 na SKY PerfecTV. Em 2009, a emissora estreou o JPTV, telejornal nos moldes do Praça TV exibido no Brasil, com as notícias do Japão. Em 2 de dezembro de 2014, a IPCTV  passou a ser uma mera repetidora da TV Globo Internacional, e não tem mais programação local. O JPTV, até então único programa produzido pela emissora, foi substituído pelo telejornal SP1, gerado pela TV Globo São Paulo.
Em fevereiro de 2019, a IPCTV comunicou o encerramento de suas atividades em 31 de março de 2019, por conta do encerramento das transmissões da Globo no país por tempo indeterminado. O motivo, segundo a empresa, era a "busca de novos meios de negócio por parte da Globo".

## Portais
A empresa controlava os portais IPC Digital, Jornal Empregos, Revista Vitrine e IPC Digital em Espanhol, além da webrádio IPC no Ar. O grupo iniciou suas atividades com o jornal International Press, que posteriormente deixou de circular no impresso e se transformou no portal IPC Digital a partir de 2010. Com exceção do International Press (em espanhol, repassado ao Japan World Content), todos os veículos da IPC World foram descontinuados.